# Taylors of Harrogate

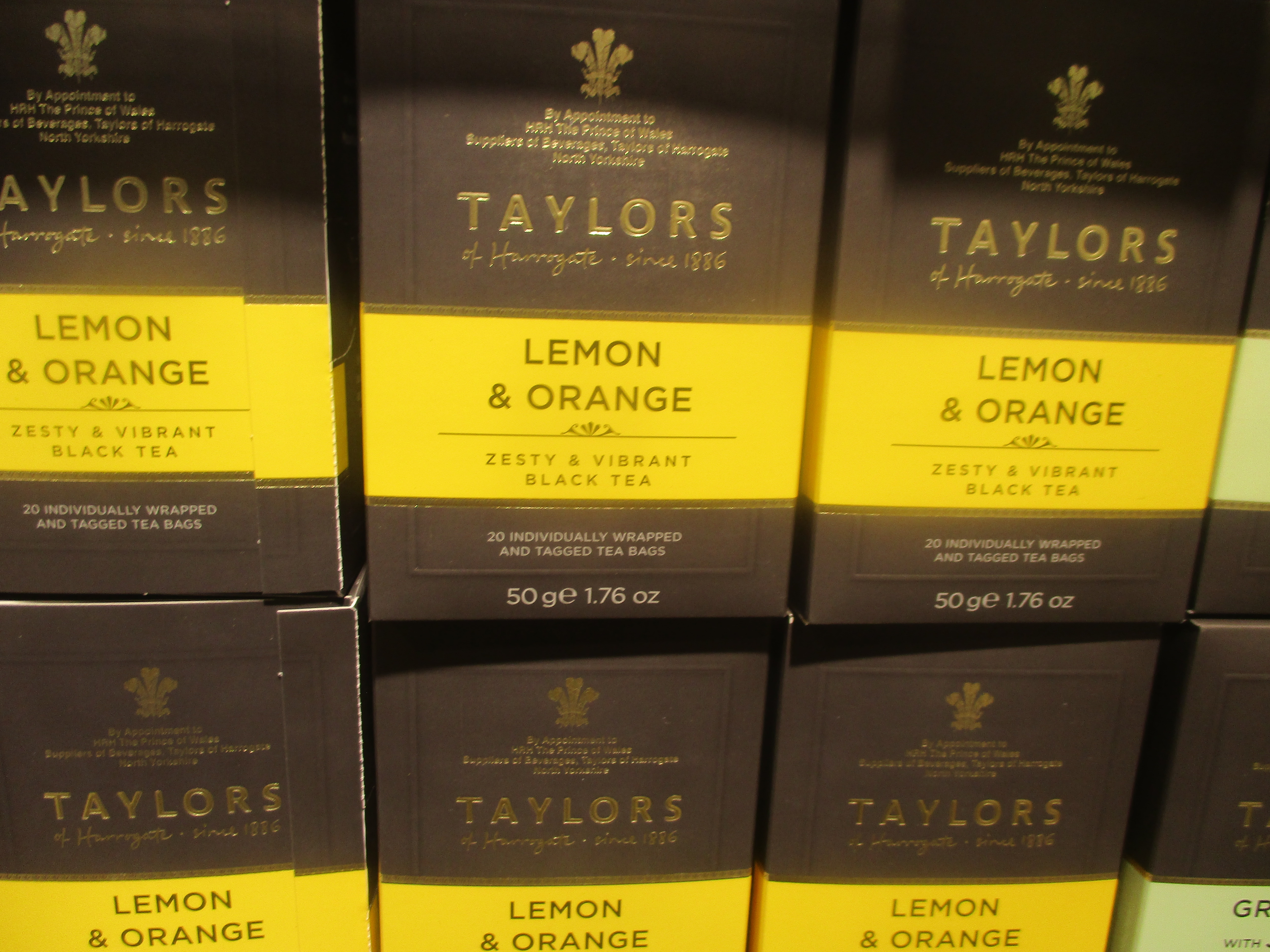
Teeschachteln von Taylors of Harrogate 2018

Taylors of Harrogate ist ein über die Grenzen Großbritanniens hinaus bekanntes Teehandelshaus.
1886 gründete der Kaufmann Charles Taylor das Fachgeschäft für Tee und Kaffee in Harrogate in der englischen Grafschaft Yorkshire. Er fand heraus, dass das Wasser entscheidenden Einfluss auf den Geschmack des daraus zubereiteten Tees hat. Er begann, seine Teemischungen (Blends) auf verschiedene Wasserhärten anzupassen, und legte damit den Grundstein für eine überregionale Popularität seiner Tees. Noch heute bietet Taylors of Harrogate seine Tees in einer besonderen Mischung für hartes Wasser an. Vor allem die sehr beliebte Mischung "Yorkshire Tea" ist heute international im Handel verfügbar.